# Roberts Stumbris
Roberts Stumbris (Saldus, 9 luglio 1993) è un cestista lettone.

## Palmarès
- Campionato lettone: 2

VEF Riga: 2018-2019, 2019-2020
- Coppa d'Olanda: 1

Heroes Den Bosch: 2024